# フランソワ・デュモン (画家)
フランソワ・デュモン（François Dumont、1751年1月7日 - 1831年8月27日）はフランスのミニアチュール画家である。宮廷画家として、ルイ16世、マリー・アントワネット、ルイ18世、シャルル10世に仕えた。

## 略歴
ムルト＝エ＝モゼル県のリュネヴィルで生まれた。リュネヴィルの彫刻家のマティス(Mathis)やナンシーの画家、ジラルデ(Girardet)に学んだ後、17歳になった時、パリにでて、ミニアチュール画家としてすぐに認められた。1786年にマリー・アントワネットのに仕える画家となった。1786年にはローマに滞在し、1788年に王立絵画彫刻アカデミーの会員に選ばれた。1789年にアカデミーの画家アントワーヌ・ベスティエ(Antoine Vestier: 1740-1824)の娘で画家のマリー・ニコル・ヴェスティエ(Marie-Nicole Vestier: 1767–1846)と結婚した。1790年にルイ16世からルーブル宮殿に部屋を与えられて活動する画家の一人となった。
フランス革命後の1793年9月に王党派とみなされて一時逮捕されるが後に釈放された。サロン・ド・パリには1789年から亡くなる1831年まで、毎年参加した。

## 作品

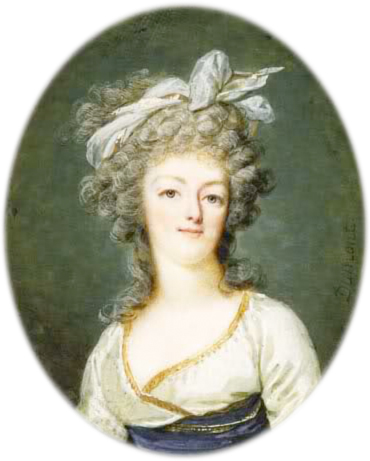
マリー・アントワネット (1790)
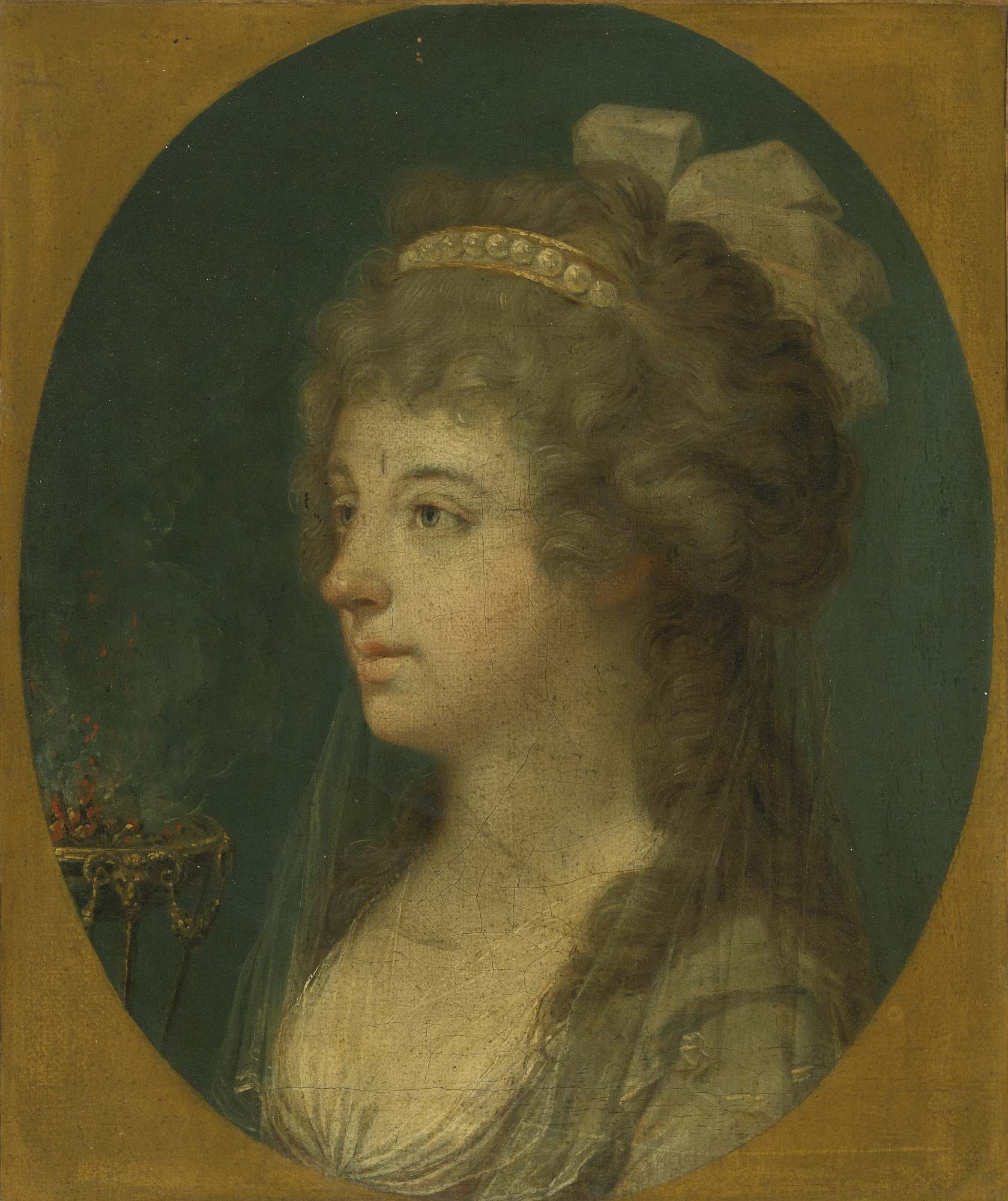
Charlotte Stuart
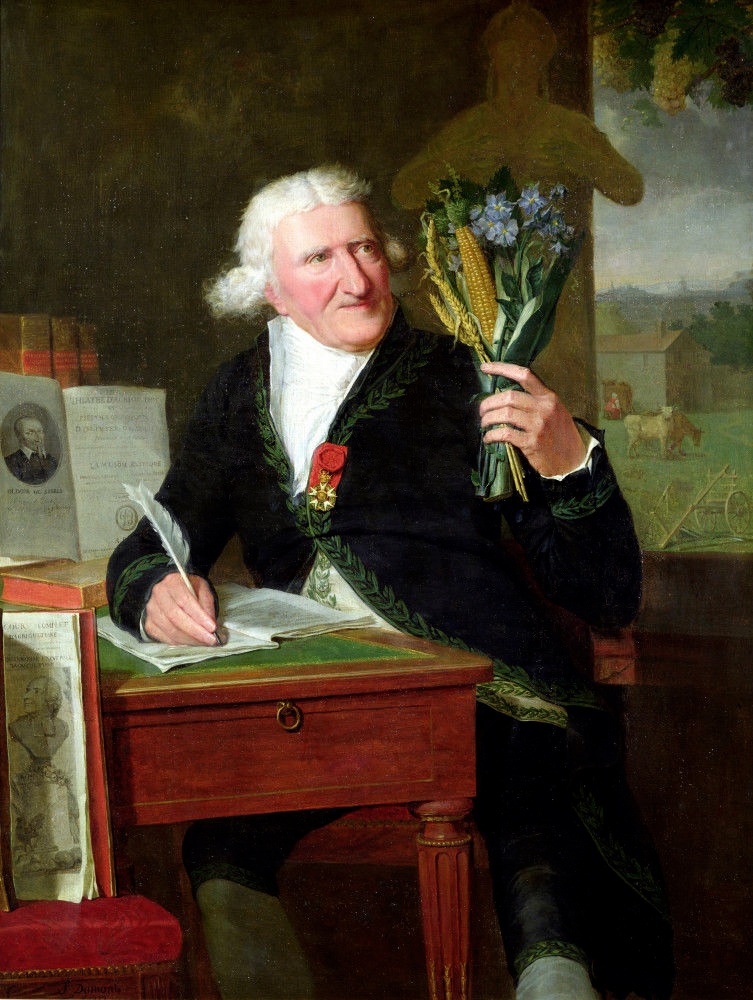
アントワーヌ＝オーギュスタン・パルマンティエ-農学者 (1812)
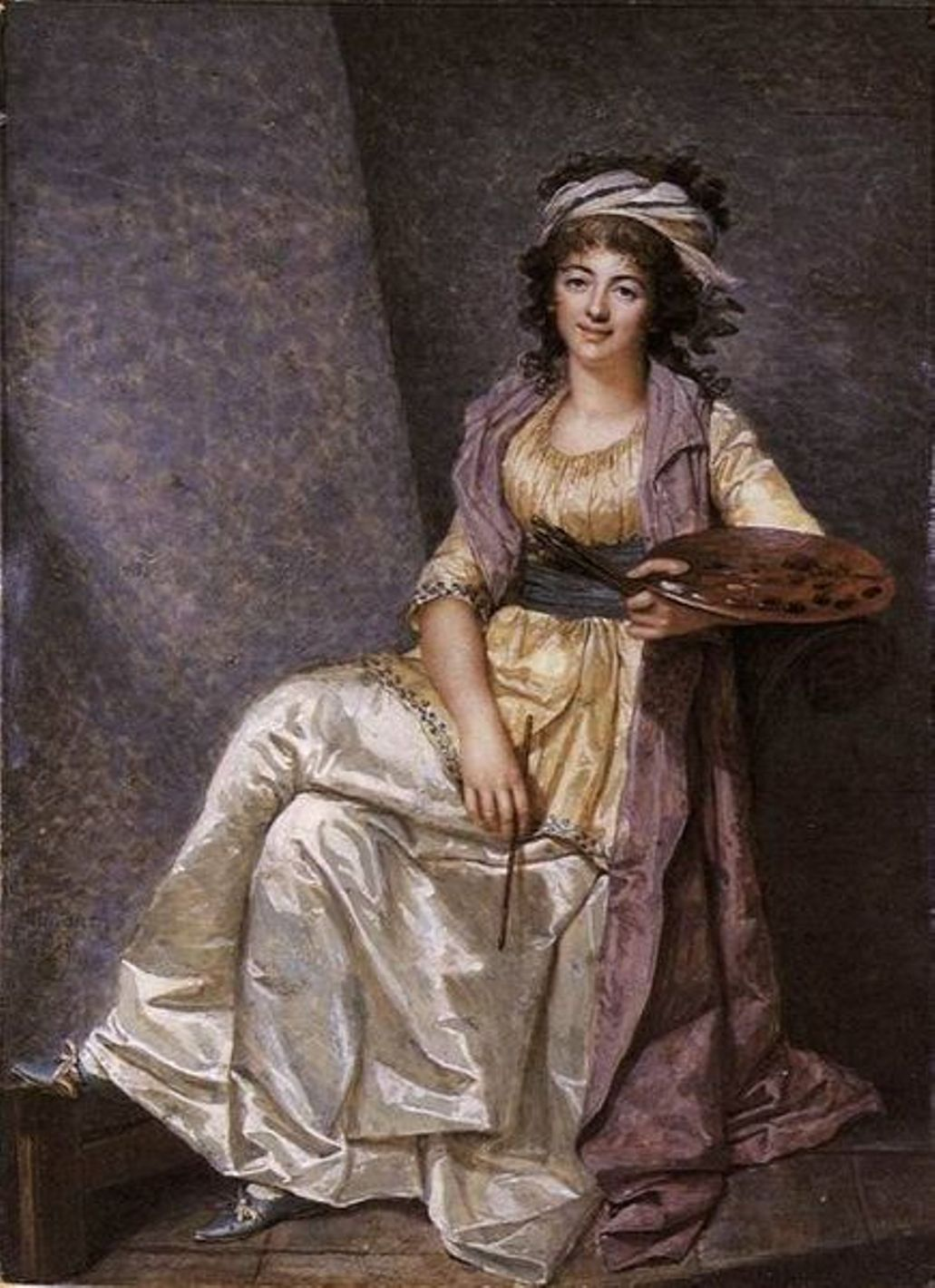
マルグリット・ジェラール-画家